# Bonavita da Lugo
Bonavita da Lugo (Lugo, 1238 – Lugo, 1º marzo 1275) è stato un francescano italiano, venerato come beato dalla Chiesa cattolica. «Bonavita» non è un nome, ma il soprannome con cui egli fu conosciuto e ne fu tramandata la memoria ai posteri.
Nato in una famiglia proveniente da Tredozio (Appennino faentino), fin dall'infanzia fu avviato al mestiere di fabbro ferraio, che esercitò durante tutta la vita.
Prese i voti ed entrò nell'Ordine Francescano Secolare. Per l'eroicità delle sue virtù fu chiamato «Bonavita»: egli infatti visse praticando continue penitenze, limitando il più possibile i godimenti della carne.

Osservò questi principi anche nei pasti: si privò del poco cibo che possedeva per donarlo ai più bisognosi.
Morì il 1º marzo 1275.
Fu sepolto nella chiesa francescana di Lugo (oggi chiesa dei santi Francesco ed Illaro, conosciuta come "Collegiata"). Nel XIV secolo il suo cranio fu riesumato e venne posto in un reliquiario. Fu custodito, insieme al cordone del saio, nella sagrestia della stessa chiesa. I suoi resti si trovano oggi nella cappella dedicata a Sant'Antonio da Padova, la quarta a destra sotto la cupola, dentro un'urna che reca incise le parole "OSSA B. BONAVITAE". 
Bonavita da Lugo fu raffigurato in un dipinto commissionato nel 1718 a un anonimo locale. L'opera ricorda un miracolo compiuto dal santo: il fiume Senio era in piena, ma al passaggio di Bonavita le acque si divisero consentendogli di attraversarlo senza alcun pericolo.